# Electronic discovery
Electronic discovery, também conhecida como e-discovery, refere-se a qualquer método de busca, pesquisa, localização e obtenção de dados e informações eletrônicos com a intenção de utilizá-los como evidências, em um processo judicial. Nos Estados Unidos, o assunto foi objeto de uma lei específica (E-Discovery Law), promulgada em 2006. Pode ser executada off-line em um único computador ou em uma rede de computadores, podendo requerer uma ordem judicial para acesso, visando a obtenção de provas essenciais. Podem incluir textos, imagens, banco de dados, planilhas eletrônicas, arquivos de áudio, animações, web sites e programas de computador.
Mesmo malwares (do inglês malicious software), trojans e spywares podem ser obtidos e investigados. O e-mail pode ser sobretudo uma valiosa fonte de provas em processos judiciais.
A computação forense (em inglês, Cyber Forensics) é uma forma especializada de e-discovery em que é executada uma investigação sobre o conteúdo do disco rígido de um computador. Após isolar fisicamente o computador, os investigadores fazem uma cópia digital da unidade de disco rígido. Em seguida, o computador original é bloqueado numa instalação segura, para manter a sua condição original. Toda a investigação é feita sobre a cópia digital.
Mesmo nos Estados Unidos, e-discovery é uma área ainda em consolidação. Por suas implicações, que vão muito além de aspectos meramente tecnológicos, suscita questões de ordem jurídica, política, de segurança e de privacidade, que ainda não foram resolvidas.

## No Brasil
Consultores empresariais avaliam que a introdução da e-discovery nos Estados Unidos pode requerer adaptações por parte das filiais brasileiras de empresas estadunidenses, mas também por parte de empresas brasileiras que, por terem negócios naquele país, devem adequar-se às normas americanas (tal como aconteceu no caso da Lei Sarbanes-Oxley). É possível também que as novas leis americanas provoquem alterações das leis brasileiras, incentivando ou mesmo obrigando o uso deste tipo de informações no Brasil.